# 鸡爪凤尾蕨
鸡爪凤尾蕨（学名：Pteris gallinopes）为凤尾蕨科凤尾蕨属下的一个种。

## 扩展阅读
- 維基物種上的相關：鸡爪凤尾蕨